# Vintrinrauma
Vintrinrauma är ett sund i Finland. Det ligger i landskapet Egentliga Finland, i den sydvästra delen av landet, 220 km väster om huvudstaden Helsingfors.
Vintrinrauma ligger i Nystads kommun mellan Lupanvuori i norr och Kukainen i söder. Den ansluter till Suutinrauma i öster och Pookinaukko i nordväst.